# Ålbæk Klitplantage
Ålbæk Klitplantage är en skog i Danmark. Den ligger i Region Nordjylland, i den norra delen av landet. Ålbæk Klitplantage ligger på ön Vendsyssel-Thy.